# Cathédrale de Ferrol
La cathédrale Saint-Julien est une église catholique de la ville de Ferrol, dans la communauté autonome de Galice en Espagne. Elle partage le siège du diocèse de Mondoñedo-Ferrol avec la cathédrale de Mondoñedo depuis 1959 en tant que co-cathédrale.
Elle présente la particularité de présenter un plan en croix grecque et non en croix latine.

## Histoire
L'édifice a été conçu par l'ingénieur et architecte maritime Julián Sánchez Bort (es) en 1763 et la construction a commencé en 1765 sur les vestiges d'une ancienne église romane, et s'est achevée en 1772. Cette église était prévue pour un nouveau quartier en construction dans la ville de Ferrol. En 1959, par une bulle de Jean XXIII, elle a été élevée au rang de co-cathédrale le 9 mars. Ce titre lui a été donné, et non celui de cathédrale, car il en existait déjà une dans le même diocèse, celle de Mondoñedo.

## Architecture

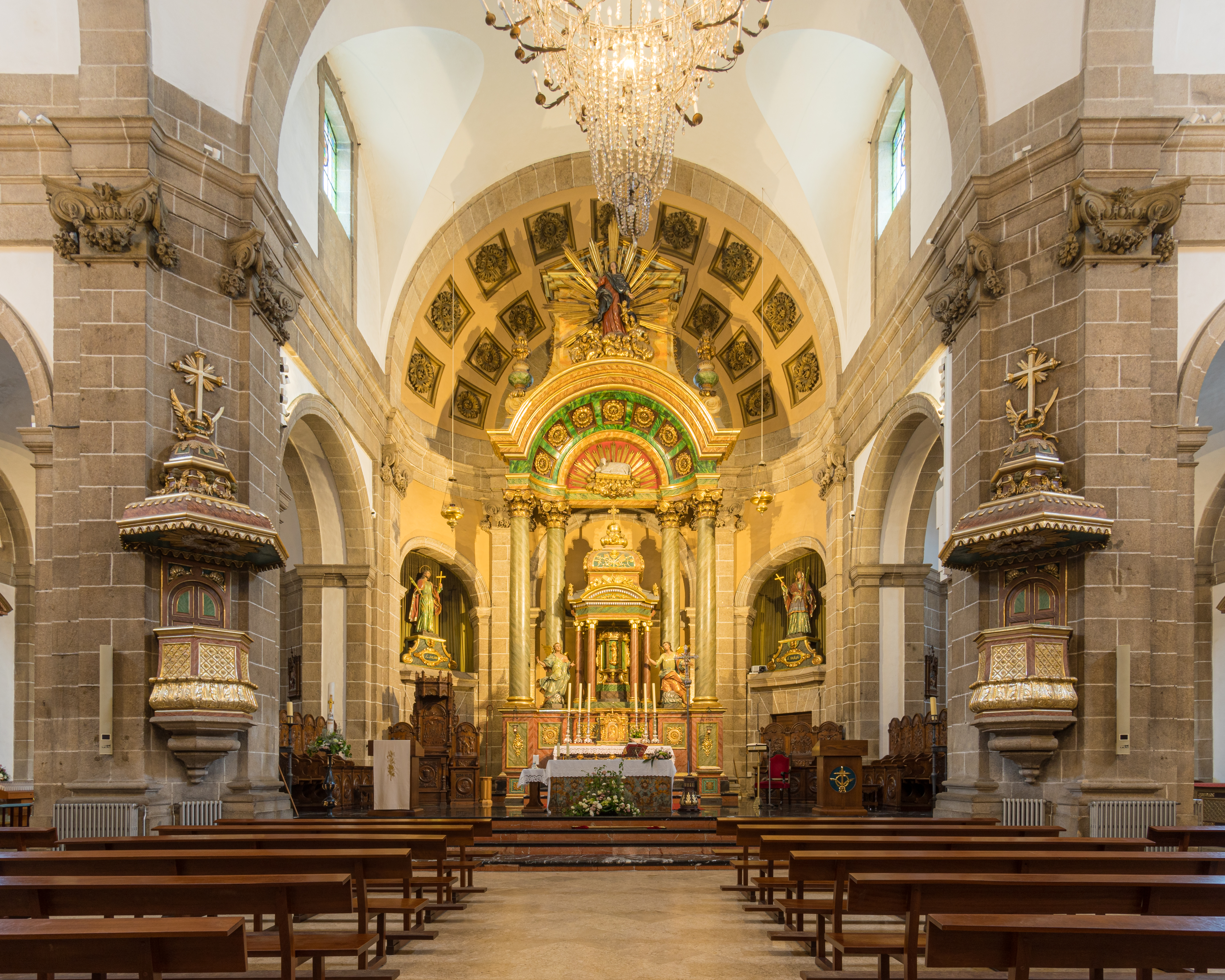
L'intérieur de la cathédrale.

Le plan central et les premiers projets sont basés sur des concepts architecturaux de la Renaissance, bien que l'édifice soit considéré comme néoclassique. La cathédrale est couverte d'une grande coupole, qui n'est pas visible de l'extérieur. Elle possède des chapelles latérales et la façade principale est flanquée de deux tours surmontées de dômes. La façade reprend des modèles de composition typiques du maniérisme. 

## Source
- (es) Cet article est partiellement ou en totalité issu de l’article de Wikipédia en espagnol intitulé « Concatedral de Ferrol » (voir la liste des auteurs).